# Alessandro III Sanvitale

Stemma Sanvitale

Il conte Alessandro III Sanvitale (Fontanellato, 13 agosto 1645 – Fontanellato, 2 marzo 1727) è stato un nobile e mecenate italiano.

## Biografia
Nacque dal conte Luigi e da Lucrezia Cesi. 
Personalità eclettica, fu celebre negli studi matematici, meccanici e musicali. Nella meccanica superò i più esperti artefici: nel museo Mazzuchelliano di Brescia è conservata un'iscrizione a lui dedicata: - «In hisce facultatibus versatissimus, et expertissimus erat, manumque suam mechanicis praesertim operationibus ita admovebat, ut ipsos peritiores artifices superare visus sit». Gli è attribuita l'invenzione nel 1711 di un nuovo tipo di cannone.
Ebbe al suo servizio il bolognese Lotto Lotti, che gli dedicò il suo poema della liberazione di Vienna, scritto in lingua bolognese (Parma, 1685). Il Malatesta, nella sua dedicatoria alla traduzione in volgare delle Selve di Stazio, fatta dal Biacca (Milano, 1732), dice del Sanvitale: - «Ognuno sa quanto fosse nelle Matematiche versato il Conte Alessandro, quanto innamorato delle belle lettere, e quanto egli sia stato generoso Mecenate degli uomini dotti; quindi ha egli meritato l'applauso delle più fiorite Accademie, le quali ad eternare la di lui memoria lo hanno onorato, ancor vivente, col far coniare medaglie al di lui nome; speziosi monumenti, che ai soli grand'uomini convengonsi».
Il Sanvitale fu anche violinista, compositore e mecenate. Gli vennero dedicate molte composizioni musicali: l'opera 7 di L. Penna (1673), l'opera 12 di G. M. Bononcini (1678), l'opera 7 di G. B. Vitali (1682), l'opera 5 di G. B. Bassani (1683), l'opera 2 di G. B. Bononcini (1685) e l'opera 1 di L. Taglietti (1697). Come compositore pubblicò Messe piene a 8 voci, opera 5 (Bologna, Monti, 1684).
Nel 1687 restaurò la Rocca di Fontanellato e vi edificò un teatro. Restaurò la facciata del Palazzo Sanvitale di Parma e lo ampliò acquistando nel 1722 il caseggiato attiguo di Gianandrea Maineri. Sposò la milanese Paola Simonetta, figlia del conte Giacomo.

## Discendenza
Alessandro e Paola ebbero tre figli:
- Lucrezia (?-1683)
- Luigi (?-1753)
- Paola, monaca